# China Suárez
María Eugenia Suárez Riveiro (Buenos Aires, 9 de marzo de 1992), conocida artísticamente como China Suárez, es una actriz y cantante argentina.

## Biografía
Nació el 9 de marzo de 1992 en la ciudad de Buenos Aires, hija de Guillermo Suárez y Marcela Riveiro Mitsumori. Tiene un hermano mayor, Agustín. Por el lado paterno de su familia, tiene ascendencia española, de Galicia y Cataluña, mientras que por la vía materna tiene ascendencia japonesa, de la Prefectura de Kōchi, ya que su abuela materna, Marta Mitsumori, es hija de inmigrantes japoneses nacida en Argentina.
Desde muy pequeña Suárez incursionó en la pantalla chica realizando bolos para series de televisión y telenovelas, como Tiempo final (2000) y El sodero de mi vida (2001).
Su padre falleció en octubre de 2012, cuando tenía 20 años.

## Carrera
Sus primeros trabajos como actriz de reparto comenzaron a los once años en las series de televisión creadas por Cris Morena, Rincón de luz (2003), Floricienta (2004-2005) y Amor mío (2005), formando parte del elenco infantil estable.
En 2006 tuvo su primer papel coprotagónico en la serie de televisión Amo de casa transmitida por Canal 9, donde interpretó a una de las hijas del matrimonio protagonista que componían Carlos Calvo y Andrea Bonelli.
Entre 2007 y 2010 alcanzó mayor reconocimiento al interpretar a Jazmín «Jaz» Romero en la serie de televisión de Cris Morena Casi ángeles, participando también junto al elenco de sus discos y de sus adaptaciones teatrales. De la serie surgió el grupo musical Teen Angels, del cual formó parte hasta comienzos de 2011 cuando decidió abandonar la banda. Por su trabajo en Casi ángeles recibió el premio Nickelodeon Kids' Choice Awards Argentina a mejor actriz, y junto a sus compañeros de Teen Angels ganó el premio a mejor cantante latino en la misma edición.
Entre 2011 y 2012 formó parte del elenco de la telecomedia de Pol-ka, Los Únicos. Además en 2011 formó parte de su versión teatral junto a sus compañeros de elenco. Más tarde en 2012 protagonizó junto a Nicolás Pauls la miniserie de Cosmopolitan, 30 días juntos. También interpretó la cortina musical de la serie «Nada es igual».
En 2013 Suárez volvió a trabajar con Pol-ka en la telecomedia Solamente vos, junto a Adrián Suar, Natalia Oreiro y su excompañera de Casi ángeles, Lali Espósito.
En 2014 coprotagonizó la telenovela Camino al amor junto a Mariano Martínez, Sebastián Estevanez y Carina Zampini. Ese mismo año apareció en el videoclip de David Bisbal, «Hoy», y fue invitada a la segunda temporada del programa Tu cara me suena emitido por la cadena Telefe donde imitó a Nicole Kidman en la película musical Moulin Rouge! junto a Fernando Dente quien imitó a Ewan McGregor. Juntos cantaron la canción de la película «Elephant Love Medley».
En 2015 Suárez debutó como cantante solista, presentando una versión de la canción «All of Me» de John Legend a través de su canal oficial de YouTube. Ese mismo año también hizo su debut en la pantalla grande protagonizando la adaptación cinematográfica del libro Abzurdah de Cielo Latini, un retrato autobiográfico de la autora sobre sus problemas alimenticios cuando era adolescente. Además grabó su propia versión del tema «Trátame suavemente», de Soda Stereo, para la película. En representación de la película, Suárez viajó a Marbella (España) como una de las embajadoras del Cine Argentino en la segunda edición de los Premios Platino, entrega anual que celebra a lo mejor del cine iberoamericano. Por su actuación en la película recibió el Premio Sur a la Mejor actriz revelación.
En 2015 además, lanzó su propia línea de ropa China by Natalia Antolin en formato de colección cápsula dentro de la marca de la reconocida diseñadora de moda.
En 2016 protagonizó en cines el drama romántico El hilo rojo, junto a Benjamín Vicuña, con la dirección de Daniela Goggi. Para la película interpretó una versión de la canción «You Know I'm No Good» de Amy Winehouse. Además puso la voz para el doblaje latinoamericano en la película animada estadounidense Sing, en el personaje de Meena.
A comienzos de 2017, hizo su debut en la televisión de Chile como jurado del programa ¿Quién dice la verdad? emitido por Chilevisión y conducido por Rafael Araneda donde tres participantes, uno verdadero y dos actores, relataban a un jurado de tres personas una historia y el jurado tenía que descubrir cuál era la historia verdadera. Además ese año estrenó dos películas. Por un lado, el filme de Nicolás Tuozzo, Los padecientes, coprotagonizado con Benjamín Vicuña y basado en la novela del psicoanalista Gabriel Rolón. Por otro lado la comedia Sólo se vive una vez, dirigida por Federico Cueva y protagonizada por su excompañero de Casi ángeles, Peter Lanzani, donde tuvo una participación especial.
En 2018 volvió a actuar en televisión personificando a la conductora y actriz Susana Giménez en un capítulo de la serie Sandro de América, sobre la vida del popular cantante Sandro y también apareció en la segunda temporada de la serie de época chilena, Sitiados sobre la colonización española de América interpretando a la Reina consorte Margarita de Austria-Estiria. Ese mismo año interpretó una versión de la canción «Tuyo» de Rodrigo Amarante para una publicidad de la marca de indumentaria masculina Airborn, y participó del espectáculo y disco en vivo ViveRo, noche de sueños, organizado por Cris Morena en homenaje a su fallecida hija, la actriz Romina Yan, en donde Suárez interpretó algunas canciones de Casi ángeles junto a sus excompañeros de elenco.
En 2019 protagonizó junto a un amplio elenco la telenovela de época de Pol-ka y Canal 13, Argentina, tierra de amor y venganza donde interpretó el personaje de Raquel Novack, una joven polaca que migra hacia Argentina con la promesa de un matrimonio con un hombre rico, pero al llegar es sometida a la prostitución. Además ese mismo año fue narradora de un episodio del unitario Otros pecados de Canal 13, y realizó un cameo en un capítulo de la serie de Flow y Canal 13, Chueco en línea, junto a Adrián Suar.
En 2021, Suárez protagonizó la serie Terapia alternativa de Star+, junto a Benjamín Vicuña, donde interpretaron a una pareja de amantes que recurre a terapia para separarse. Ese mismo año repitió papel de voz para el doblaje latinoamericano de la película Sing 2, secuela de la película de 2016 Sing, donde volvió a interpretar a Meena.
En 2022 Suárez retomó su carrera musical que había quedado en suspenso desde los mencionados covers que lanzó en los años previos para diversas películas y comerciales. En abril lanzó el primer sencillo original titulado «El juego del amor», a dúo con el músico Santiago Celli, y escrito y compuesto por Celli, el cual había sido descartado de su último disco. El sencillo también contó con un video musical con la aparición de ambos. En mayo participó del concurso de talentos musicales de Uruguay, ¿Quién es la máscara? emitido por el canal de televisión abierta Teledoce, donde distintas celebridades cantan canciones ocultando su identidad bajo un disfraz, y compiten por ser la última persona descubierta. Allí Suárez participó portando un disfraz de helado y cantó dos canciones antes de ser descubierta: «Libre soy» de la película de Disney, Frozen, y «Let It Be» de The Beatles. En julio presentó el segundo sencillo original, esta vez en solitario, titulado «Lo que dicen de mí», acompañado de un videoclip. Es el primer tema escrito por ella misma. En 2023, Suárez es protagonista de una película de acción llamada El duelo, donde interpreta a Rita, una agente de un servicio secreto de seguridad.

## Vida personal
Entre 2012 y 2013 estuvo en pareja con el actor argentino Nicolás Cabré, con quien tuvo una hija, Rufina, nacida en julio de 2013.
Entre 2015 y 2021 estuvo en pareja con el actor chileno Benjamín Vicuña, con quien tuvo dos hijos: Magnolia, nacida en febrero de 2018, y Amancio, nacido en julio de 2020.

## Filmografía

### Cine
| Año  | Título               | Personaje     | Notas                                  |
| ---- | -------------------- | ------------- | -------------------------------------- |
| 2015 | Abzurdah             | Cielo Latini  |                                        |
| 2016 | El hilo rojo         | Abril         |                                        |
| 2016 | Sing                 | Meena         | Doblaje al español para Hispanoamérica |
| 2017 | Los padecientes      | Paula Vanussi |                                        |
| 2017 | Sólo se vive una vez | Flavia        |                                        |
| 2021 | Sing 2               | Meena         | Doblaje al español para Hispanoamérica |
| 2022 | Objetos              | Sara          | [cita requerida]                       |
| 2023 | El duelo             | Rita          | [cita requerida]                       |
| 2024 | Linda                | Linda         |                                        |

### Ficciones de televisión
| Año         | Título                               | Personaje                    | Notas                          |
| ----------- | ------------------------------------ | ---------------------------- | ------------------------------ |
| 2000        | Tiempo final                         | Hija                         | Episodio 17: «Aficionados»     |
| 2001        | El sodero de mi vida                 | Desconocido                  |                                |
| 2003        | Rincón de luz                        | Pía Contreras                |                                |
| 2004 - 2005 | Floricienta                          | Paz Alcántara                |                                |
| 2005        | Amor mío                             | Violeta Sinclair             |                                |
| 2006        | Amo de casa                          | Catalina Zanetti Goyeneche   |                                |
| 2007 - 2010 | Casi ángeles                         | Jazmín Romero                |                                |
| 2011 - 2012 | Los únicos                           | Sofía Reyes                  |                                |
| 2012        | 30 días juntos                       | Elena «Leni» Correa          |                                |
| 2013        | Solamente vos                        | Julieta Cousteau             |                                |
| 2014        | Camino al amor                       | Pía Arriaga                  |                                |
| 2018        | Sandro de América                    | Susana Giménez               | Episodio 5: «Tú me enloqueces» |
| 2018        | Sitiados                             | Margarita de Austria-Estiria |                                |
| 2019        | Argentina, tierra de amor y venganza | Raquel Novack Zimmerman      |                                |
| 2019        | Chueco en línea                      | Ella misma                   | Episodio 1: «Haters»           |
| 2021, 2024  | Terapia alternativa                  | Malena                       | 11 episodios                   |
| 2023        | El encargado                         | Ángeles                      | 3 episodios                    |

### Programas
| Año  | Título                 | Rol                     | Notas                                                                               |
| ---- | ---------------------- | ----------------------- | ----------------------------------------------------------------------------------- |
| 2014 | Tu cara me suena 2     | Satine de Moulin Rouge! | Acompaña al participante Fernando Dente en el número musical «Elephant Love Medley» |
| 2017 | ¿Quién dice la verdad? | Jurado                  |                                                                                     |
| 2022 | ¿Quién es la máscara?  | Participante            | 4.ª desenmascarada                                                                  |
| 2022 | La China en Qatar 2022 | Presentadora            | [cita requerida]                                                                    |

## Teatro
- 2007 y 2010 - Casi ángeles
- 2011 - Los únicos
- 2018 - ViveRo, noche de sueños

## Videoclips
- 2014: «Hoy», de David Bisbal
- 2022: «Perfecta», de Rusherking y Dread Mar-I[54]

## Discografía
| Año  | Álbum                                      |
| ---- | ------------------------------------------ |
| 2007 | TeenAngels I                               |
| 2008 | TeenAngels II                              |
| 2008 | Casi Ángeles en vivo: Teatro Gran Rex 2008 |
| 2009 | TeenAngels III                             |
| 2009 | Casi Ángeles en vivo: Teatro Gran Rex 2009 |
| 2010 | Teen Angels en vivo en Israel              |
| 2010 | TeenAngels IV                              |
| 2010 | Teen Angels: La Historia                   |
| 2018 | ViveRo, noche de sueños (álbum en vivo)    |

### Sencillos
| Año  | Título                                                                          |
| ---- | ------------------------------------------------------------------------------- |
| 2012 | «Nada es igual» (cortina musical de 30 días juntos)                             |
| 2015 | «All of Me» (versión de John Legend)                                            |
| 2015 | «Trátame suavemente» (versión de Soda Stereo para la película Abzurdah)         |
| 2016 | «You Know I'm No Good» (versión de Amy Winehouse para la película El hilo rojo) |
| 2018 | «Tuyo» (versión de Rodrigo Amarante para publicidad de Airborn)                 |
| 2022 | «El juego del amor» (a dúo con Santiago Celli)                                  |
| 2022 | «Lo que dicen de mí»                                                            |
| 2022 | «Ya no quiero verte» (a dúo con Ezequiel Cwirkaluk) [cita requerida]            |
| 2023 | «Hipnotizados» (a dúo con Rusherking) [cita requerida]                          |

## Publicidades
| Año       | Marca           | Producto              |
| --------- | --------------- | --------------------- |
| 1997      | Don Vittorio    | Fideos                |
| 2010      | Carefree        | Protectores diarios   |
| 2010-2013 | Sweet Victorian | Indumentaria femenina |
| 2011      | Asepxia         | Jabón facial          |
| 2016      | Pantene         | Champú                |
| 2016      | Schneider       | Cerveza               |

## Premios y nominaciones
| Año  | Premio                                    | Categoría                     | Trabajo nominado | Resultado |
| ---- | ----------------------------------------- | ----------------------------- | ---------------- | --------- |
| 2011 | Nickelodeon Kids' Choice Awards Argentina | Actriz favorita               | Casi ángeles     | Ganadora  |
| 2011 | Nickelodeon Kids' Choice Awards Argentina | Revelación en TV              | Casi ángeles     | Nominada  |
| 2013 | Nickelodeon Kids' Choice Awards Argentina | Celebridad en Twitter         | Ella misma       | Nominada  |
| 2014 | Nickelodeon Kids' Choice Awards Argentina | Diosa                         | Ella misma       | Nominada  |
| 2015 | MTV Millennial Awards                     | Instagramer argentino del año | Ella misma       | Nominada  |
| 2015 | Kids' Choice Awards Argentina             | Diosa                         | Ella misma       | Nominada  |
| 2015 | Premios Sur                               | Mejor actriz                  | Abzurdah         | Nominada  |
| 2015 | Premios Sur                               | Mejor actriz revelación       | Abzurdah         | Ganadora  |
| 2016 | Premios Cóndor de Plata                   | Revelación femenina           | Abzurdah         | Nominada  |